# Sint-Martinuskerk (Escanaffles)

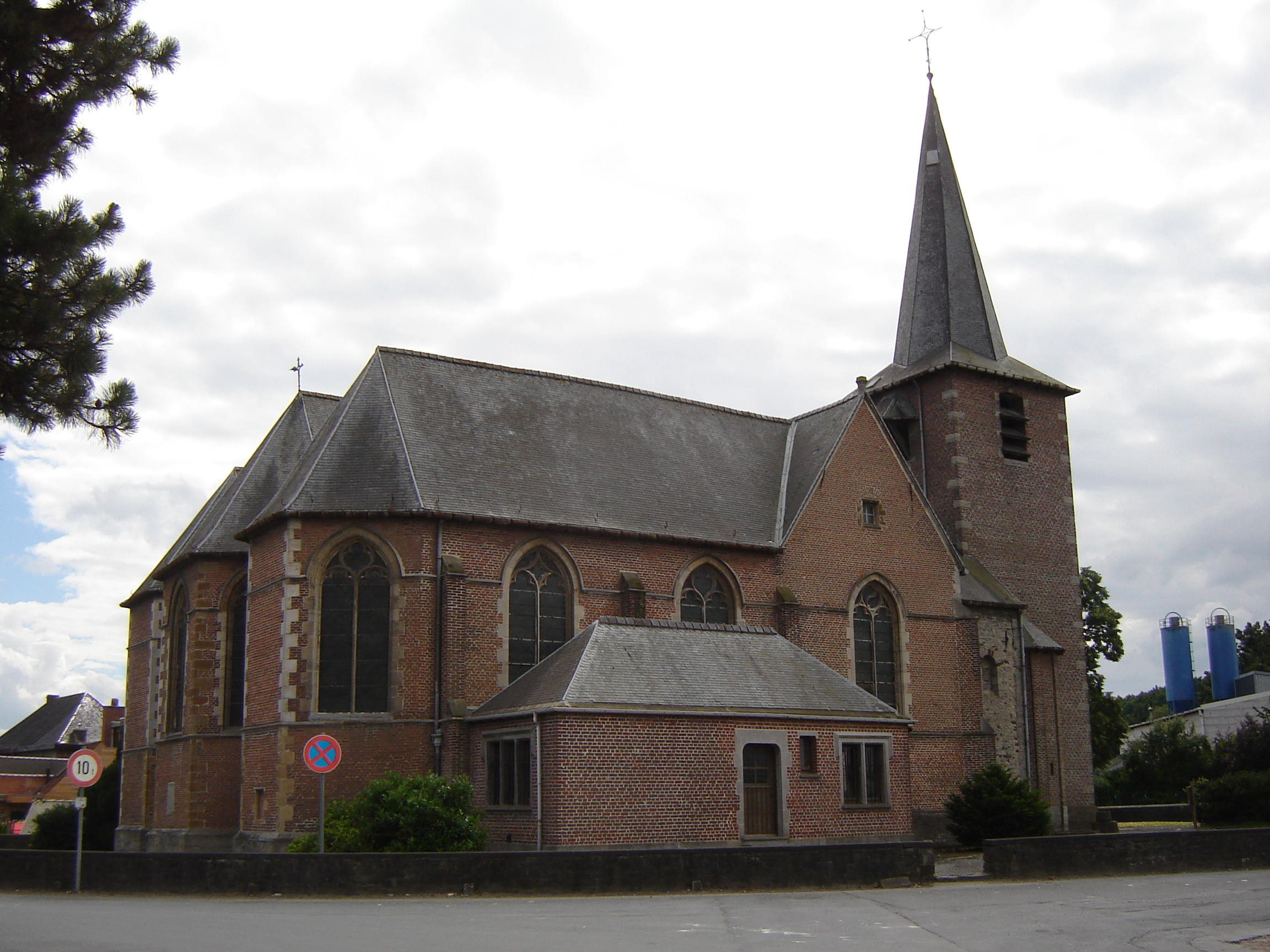
Sint-Martinuskerk

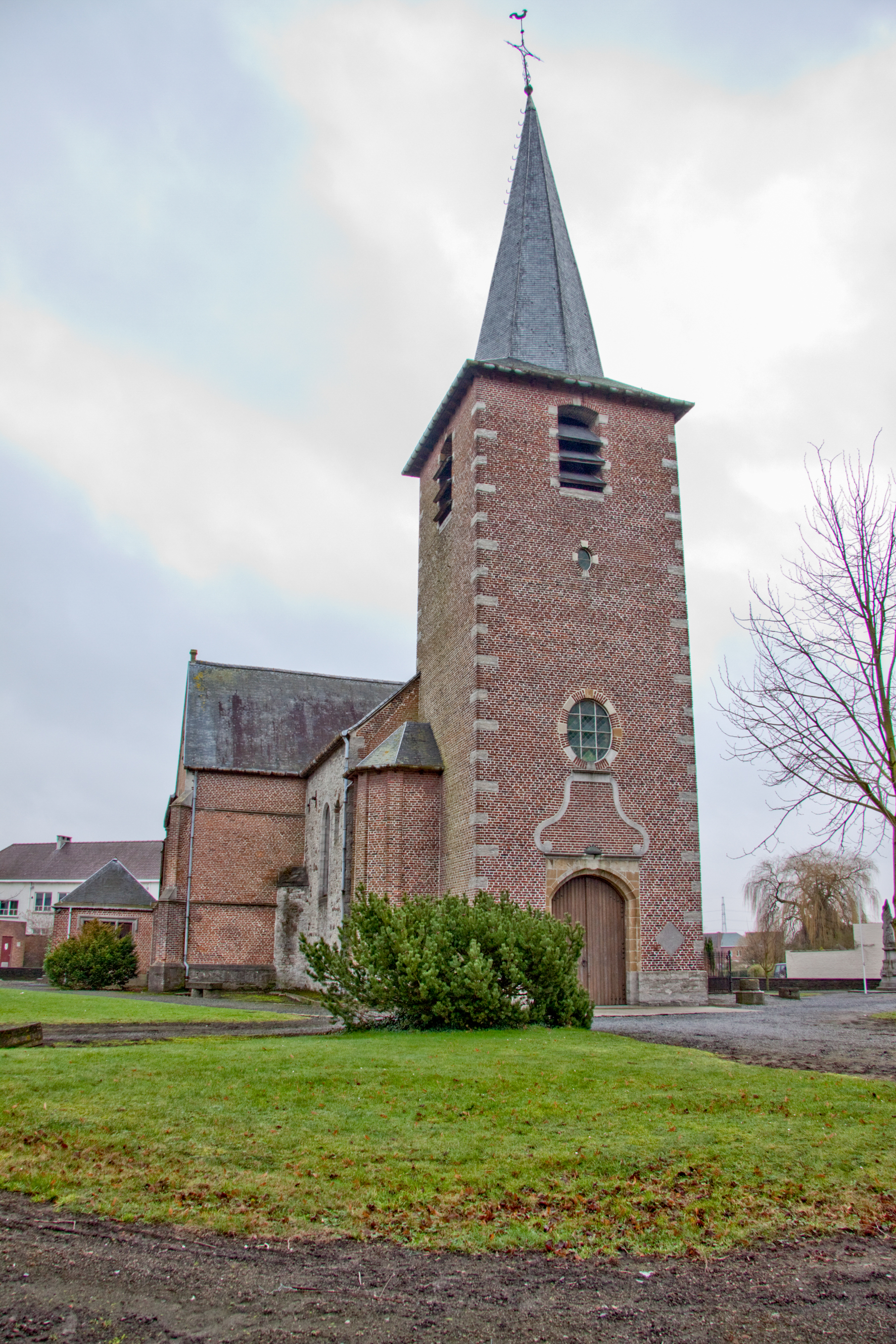
idem, westzijde

De Sint-Martinuskerk (Frans: Église Saint-Martin) is de parochiekerk van de plaats Escanaffles, behorend tot de gemeente Celles in de Belgische provincie Henegouwen. De kerk gelegen aan het Place d'Escanaffles.

## Geschiedenis
Van een romaans kerkgebouw, daterend van de 11e en begin 12e eeuw, bleef een travee van het eenbeukig schip behouden, dat zich tussen de toren en het overige schip bevindt. Dit romaanse deel is in Doornikse steen gebouwd. Einde 16e eeuw werd het schip met transept, koor en zijkoren gebouwd in baksteen en zandsteen. In 1775 werd de voorgebouwde bakstenen toren opgericht, welke geflankeerd wordt door twee veelhoekige traptorens. Een drietal met beeldhouwwerk versierde stenen uit de romaanse periode zijn nog aan de buitenzijde van de kerk te vinden. Aldus ontstond een gebouw dat naast een romaans deel een voornamelijk gotisch schip, koor en transept bevat, en een classicistische toren.

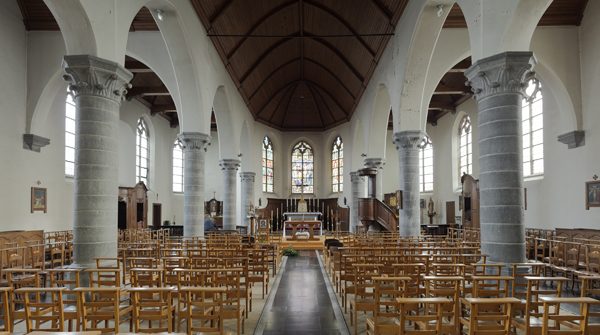
Interieur
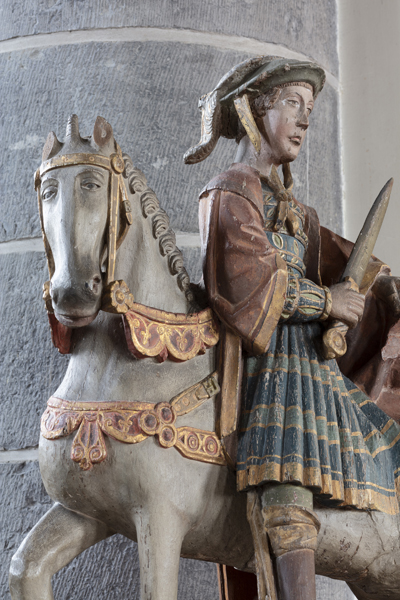
St. Martinus te paard
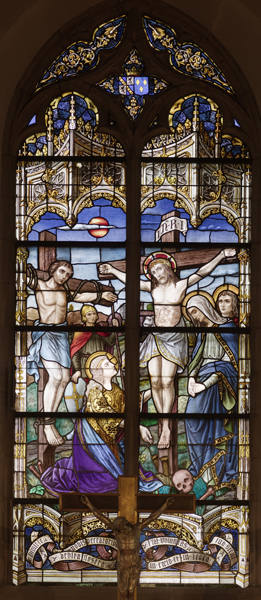
Glasraam
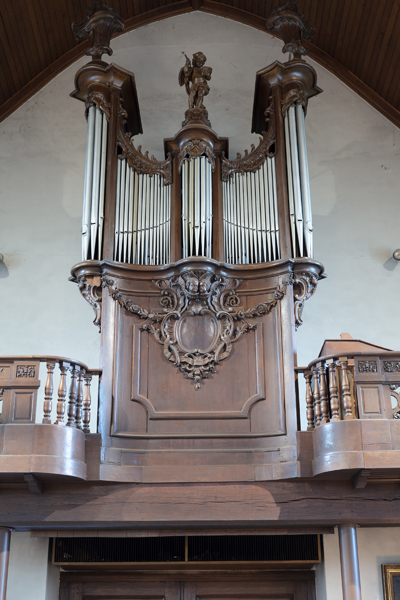
Orgel